# سانتياغو غارسيا
سانتياغو غارسيا (بالإسبانية: Santiago García)‏ وهو لاعب كرة قدم أرجنتيني في مركز الدفاع ولد في يوم 8 يوليو 1988 في مدينة روساريو في الأرجنتين وهو يلعب حالياً مع نادي تولوكا في المكسيك وسبق له اللعب مع أندية فيردر بريمين ونادي نوفارا ونادي باليرمو ونادي روزاريو سنترال.

## روابط خارجية
- سانتياغو غارسيا على موقع الاتحاد الأوربي (الإنجليزية)
- سانتياغو غارسيا على موقع قاعدة بيانات كرة القدم.إي يو (الإنجليزية)
- سانتياغو غارسيا على موقع بيانات كرة القدم. دي إي (الألمانية)
- سانتياغو غارسيا على موقع Soccerway.com (الإنجليزية)
- سانتياغو غارسيا على موقع عالم كرة القدم.نت (الإنجليزية)
- سانتياغو غارسيا على موقع AS.com (الإسبانية)